# Sân bay Smaland
Sân bay Smaland (IATA: VXO, ICAO: ESMX) là một sanbay ở đông nam Thụy Điển, phía nam của tỉnh Småland. Sân bay nằm cách trung tâm Växjö khoảng 10 km về phía tây bắc.
Sân bay này thuộc sở hữu của hạt Kronoberg và thành phố Växjö. Đô thị Alvesta nắm giữ một phần nhỏ cổ phần.
Tuyến kết nối sân bay này với sân bay Copenhagen đã ngưng do có tàu nhanh và cầu Oresund.

## Các hãng hàng không và các tuyến điểm
- Flysmaland (Stockholm-Bromma, Berlin-Tempelhof)
  - Flysmaland operated by Avitrans Nordic (Vilnius)
- Ryanair (Weeze)
- Scandinavian Airlines System (Stockholm-Arlanda [ngừng ngày 12 tháng 7])[liên kết hỏng]
- Skyways Express (Stockholm-Arlanda [begins August 8]) Lưu trữ ngày 17 tháng 6 năm 2008 tại Wayback Machine